# Erlend Blikra
Erlend Blikra (Stavanger, 11 gennaio 1997) è un ciclista su strada norvegese che corre per l'Uno-X Mobility.

## Palmarès

### Strada
- 2014 (Juniores)

2ª tappa, 2ª semitappa Corsa della Pace Juniores (Roudnice nad Labem > Roudnice nad Labem)
1ª tappa Trophée Centre Morbihan (Pluvigner > Brech)
2ª tappa, 1ª semitappa Trophée Centre Morbihan (Réguiny > Naizin, cronometro)
Classifica generale Trophée Centre Morbihan
Campionati norvegesi, Prova a cronometro Junior
- 2019 (Team Coop, tre vittorie)

Prologo Dookoła Mazowsza (Varsavia > Varsavia, cronometro)
1ª tappa Dookoła Mazowsza (Teresin > Teresin)
2ª tappa Dookoła Mazowsza (Grodzisk Mazowiecki > Grodzisk Mazowiecki)
- 2020 (Uno-X Pro Cycling Team, due vittorie)

International Rhodes Grand Prix
2ª tappa International Tour of Rhodes (Rodi > Rodi)
- 2021 (Uno-X Pro Cycling Team, una vittoria)

3ª tappa Tour de la Mirabelle (Lunéville > Damelevières)
- 2022 (Uno-X Pro Cycling Team, una vittoria)

6ª tappa Tour de Langkawi (George Town > Alor Setar)
- 2023 (Uno-X Pro Cycling Team, due vittorie)

3ª tappa Olympia's Tour (Gieten > Ruurlo)
2ª tappa Région Pays de la Loire Tour (Clisson > Le Lion-d'Angers)
- 2025 (Uno-X Mobility, una vittoria)

La Roue Tourangelle Centre Val de Loire

#### Altri successi
- 2014 (Juniores)

Classifica giovani Kroz Istru
Classifica a punti Trophée Centre Morbihan
Classifica giovani Trophée Centre Morbihan
- 2022 (Uno-X Pro Cycling Team)

Classifica a punti Tour de Langkawi

## Piazzamenti

### Competizioni mondiali
- Campionati del mondo

Ponferrada 2014 - Cronometro Junior: 33º
Ponferrada 2014 - In linea Junior: 64º

### Competizioni europee
- Campionati europei

Nyon 2014 - Cronometro Junior: 16º
Nyon 2014 - In linea Junior: 22º
Alkmaar 2019 - In linea Under-23: 19º